# Hemigrammus boesemani
Hemigrammus boesemani är en fiskart som beskrevs av Géry, 1959. Hemigrammus boesemani ingår i släktet Hemigrammus och familjen Characidae. Inga underarter finns listade i Catalogue of Life.